# Orepukia prina
Orepukia prina – gatunek pająka z rodziny Cycloctenidae. Występuje endemicznie na Nowej Zelandii.

## Taksonomia
Gatunek ten opisany został po raz pierwszy w 1973 roku przez Raymonda Roberta Forstera i Cecila Louisa Wiltona w czwartej części monografii poświęconej pająkom Nowej Zelandii. Jako miejsce typowe wskazano miejscowość Franz Josef w dystrykcie Westland.

## Morfologia
Holotypowy samiec ma karapaks długości 2,8 mm i szerokości 2 mm oraz opistosomę (odwłok) długości 3 mm i szerokości 2 mm. Allotypowa samica ma karapaks długości 3,5 mm i szerokości 2,3 mm oraz opistosomę długości 4,5 mm i szerokości 3 mm. Karapaks z brązowymi przepaskami wychodzącymi z oczu bocznych, łączącymi się w jedną przepaskę na jamce i jako taka sięgającymi do tylnego jego brzegu. Ośmioro oczu rozmieszczonych jest w dwóch prostych w widoku grzbietowym rzędach. Rudobrązowe szczękoczułki mają po 2 normalne i 5 drobnych zębów na przednich krawędziach bruzd i po 2 zęby na ich krawędziach tylnych. Odnóża są żółtobrązowe z ciemniejszym, słabo zaznaczonym obrączkowaniem. Kolejność par odnóży od najdłuższej do najkrótszej to: IV, I, II, III. Pazurki górne mają 10 ząbków, zaś pazurki dolne 3 ząbki. Opistosoma jest kremowa z czterema ciemnobrązowymi szewronami w tyle powierzchni grzbietowej i przyciemnieniami po bokach. Zaopatrzona jest w duży, zaokrąglony z tyłu stożeczek z dwoma szeregami włosków na nasadzie.

## Występowanie
Gatunek ten jest endemitem Nowej Zelandii, znanym tylko z regionu West Coast na Wyspie Południowej.